# Igor Simutenkov
Igor Vitalyevich Simutenkov - em russo, Игорь Витальевич Симутенков (Moscou, 3 de abril de 1973) - é um ex-futebolista russo.
Simutenkov começou a carreira em 1990, no Dínamo de Moscovo, onde ficaria até 1994. Depois perambulou poelo futebol da Itália, da Espanha e dos Estados Unidos até voltar à Rússia para encerrar a carreira, em 2006, no Dínamo Voronezh.
Simutenkov também é conhecido pelo famoso Caso Simutenkov, no qual o Tribunal Europeu de Justiça reconheceu o efeito direto do acordo de parceria entre as Comunidades Européias e a Rússia. Por conta desse caso, a regra que existia no futebol europeu sobre o número permitido de “legionários” (cidadãos de outros países) em times de clubes foi revisado.

## Seleção
Estreou pela Seleção Russa em 1994, ano em que seria artilheiro do campeonato russo. Com ela, foi à Eurocopa 1996. Teve carreira relativamente breve - seu último jogo pela Rússia foi em 1998, quando ainda tinha 25 anos, a despeito de sua boa média de gols.
Também jogou pelo time olímpico da União Soviética, em 1991, mas o selecionado não se classificou para os Jogos de 1992.
1. ↑  as.com/ La UE apoya a Simutenkov y los rusos serán comunitarios (em castelhano)
2. ↑  publico.pt/ Tribunal reconhece direitos comunitários aos futebolistas russos